# Mythicomyia atrita
Mythicomyia atrita är en tvåvingeart som beskrevs av Axel Leonard Melander 1961. Mythicomyia atrita ingår i släktet Mythicomyia och familjen svävflugor.
Artens utbredningsområde är New Mexico. Inga underarter finns listade i Catalogue of Life.